# Trinitatiskirche (Münster)

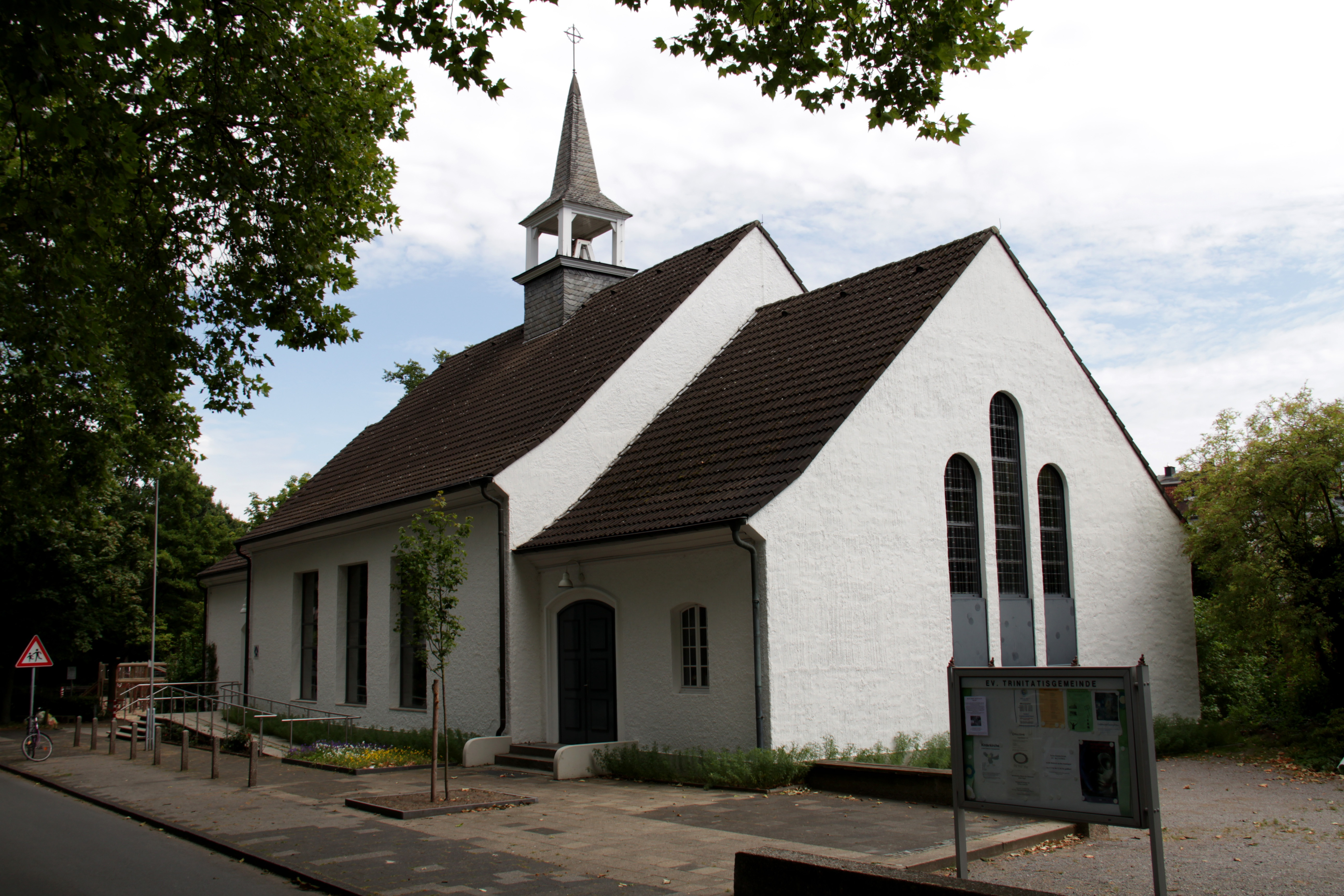
Trinitatiskirche (Münster)

Die Trinitatiskirche ist eine evangelische Kirche im Geistviertel der Stadt Münster. Sie gehört zur Evangelischen Kirche von Westfalen. 

## Geschichte
1924 wurde der Grundstein für den Bau der Trinitatiskirche im Süden der Stadt gelegt, nachdem dort die Zahl der evangelischen Christen stetig gestiegen war. Die Kirche war ursprünglich als Behelfskirche geplant und sollte mit dem – später nicht realisierten – Neubau einer größeren Kirche zum Gemeindezentrum umfunktioniert werden. Die Trinitatiskirche sollte zudem ursprünglich den Namen „Heilig-Geist-Kirche“ erhalten, zumal das Gemeindegebiet sich auf dem Gebiet des Stadtteils „Auf der Geist“ befindet. Da aber die katholische Kirchengemeinde diesen Namen für ihre Kirche reserviert hatte, blieb die Trinitatiskirche zunächst namenlos und wurde als „die Kleine auf der Geist“ bezeichnet. Erst 1949 erhielt sie am Trinitatissonntag den heutigen Namen.
Die Trinitatiskirche wurde ursprünglich mit einem Tonnengewölbe errichtet, das später, insbesondere aus statischen Gründen, durch ein Spitzdach ersetzt wurde.
Seit 2011 feiert auch die alt-katholische Gemeinde Münster ihre Gottesdienste in der Trinitatiskirche.

## Orgel
Die Orgel auf der Empore der Trinitatiskirche wurde 1958 von dem Orgelbauer Gustav Steinmann (Vlotho) erbaut. Das Schleifladen-Instrument verfügt über zehn Register auf zwei Manualen und Pedal. Die Spiel- und Registertrakturen sind mechanisch.
| I Hauptwerk C–g3 |               |       |
| 1.               | Gedackt       | 8′    |
| 2.               | Prinzipal     | 4′    |
| 3.               | Mixtur III–IV | 1 ⁄3′ |

| II Positiv C–g3 |           |       |
| 4.              | Quintade  | 8′    |
| 5.              | Rohrflöte | 4′    |
| 6.              | Prinzipal | 2′    |
| 7.              | Quinte    | 1 ⁄3′ |

| Pedal C–f1 |          |     |
| 8.         | Subbass  | 16′ |
| 9.         | Pommer   | 8′  |
| 10.        | Trompete | 4′  |

- Koppeln: II/I, I/P, II/P